# Even Hovland
Even Hovland (Vadheim, 14 febbraio 1989) è un calciatore norvegese, difensore del Brommapojkarna.

## Caratteristiche tecniche
Hovland è un difensore centrale, che all'occorrenza può essere schierato anche a centrocampo.

## Carriera

### Club
Hovland ha iniziato a giocare a calcio nell'Høyang e successivamente nel Vadheim, nel settore giovanile di entrambi i club. Nel 2007 è passato al Sogndal, con cui ha esordito in gare ufficiali il 9 aprile dello stesso anno, nella sconfitta casalinga per 2-3 contro il Molde in 1. divisjon: nello stesso incontrò, ha segnato la prima rete della sua carriera da professionista.
Nel 2009, lui e la sua squadra hanno affrontato i play-off per la promozione in Eliteserien, in cui il Sogndal è stato sconfitto dal Kongsvinger: Hovland è stato titolare soltanto nella gara di ritorno. A dicembre dello stesso anno, Alex Ferguson gli ha offerto un periodo di prova con il Manchester United ed il manager scozzese è rimasto impressionato. Così, a gennaio 2010, i Red Devils gli hanno offerto un altro provino. Il Sogndal ha concesso così il calciatore in entrambe le circostanze, ma il dirigente del club Egil Mundal ha dichiarato di non aver ricevuto alcuna offerte per il calciatore dagli inglesi.
È rimasto così al Sogndal anche nel 2010 e questa volta ha raggiunto la promozione nell'Eliteserien, grazie al primo posto finale in campionato. Hovland ha contribuito al successo con 6 reti. Nel 2011, ricevette il premio Kniksen come miglior difensore del campionato.
Il 6 gennaio 2012 è stato reso noto il suo trasferimento al Molde. Ha disputato il primo incontro con questa casacca in data 23 marzo, nella vittoria per 2-1 sullo Strømsgodset. L'8 agosto, in occasione di una sfida valida per la Champions League 2012-2013 contro il Basilea, si è infortunato al legamento ed è stato costretto a concludere anzitempo la propria stagione. Con la maglia del Molde, si è aggiudicato la vittoria finale del campionato 2012 e il successo nel Norgesmesterskapet 2013.
Il 14 giugno 2014, è stato reso noto il suo passaggio al Norimberga, che si sarebbe concretizzato alla riapertura del calciomercato. Ha esordito con questa casacca il 29 settembre 2014, subentrando a Jakub Sylvestr nel 3-2 inflitto al Kaiserslautern. L'8 febbraio 2015 ha trovato la prima rete, nella sconfitta per 2-1 in casa dello FSV Francoforte. Rimasto in squadra per un triennio, ha totalizzato 76 presenze e 3 reti con questa maglia.
Libero da vincoli contrattuali, in data 11 settembre 2017 ha firmato ufficialmente un accordo valido fino al 31 dicembre 2020 con il Sogndal. È tornato a calcare i campi da calcio norvegesi il 17 settembre, venendo schierato titolare nella sconfitta casalinga per 0-1 patita contro l'Haugesund. Il Sogndal ha chiuso il campionato al 14º posto finale, dovendo perciò difendere il proprio posto in Eliteserien dall'assalto del Ranheim: al termine del doppio confronto, la squadra è stata sconfitta ai tiri di rigore ed è quindi retrocessa in 1. divisjon.
Il 4 aprile 2018, ultimo giorno del calciomercato locale, Hovland è stato ingaggiato dal Rosenborg: ha firmato un contratto valido fino al 31 dicembre 2021 ed ha scelto di vestire la maglia numero 16.
Il 28 dicembre 2021 è stato annunciato il suo approdo agli svedesi dell'Häcken, con un accordo biennale successivamente prolungato di un ulteriore anno. Durante questo periodo fece parte della rosa che nel 2022 conquistò il primo titolo di Allsvenskan nella storia del club, aggiudicandosi inoltre la Coppa di Svezia 2022-2023. Ha lasciato la squadra per fine contratto al termine della stagione 2024.
Terminata la parentesi in giallonero, è rimasto nella massima serie svedese con l'ingaggio da parte del Brommapojkarna.

### Nazionale
Hovland ha collezionato apparizioni con la Norvegia under 17, Norvegia under 18 e Norvegia under 19. Con quest'ultima selezione ha esordito il 4 febbraio 2007, nel pareggio per 2-2 contro la Slovacchia: anche stavolta ha battezzato il suo debutto con una rete, così come ai tempi del Sogndal.
In seguito ha esordito anche con la Norvegia under 21, precisamente il 13 febbraio 2009: fu infatti titolare nel successo per 0-2 in casa del Liechtenstein. Il 26 settembre 2011 ha ricevuto la prima convocazione in Nazionale maggiore, per la sfida contro Cipro.
Il 15 gennaio 2012 ha giocato la prima partita per la Norvegia, nell'amichevole pareggiata per 1-1 contro la Danimarca, a Bangkok.

## Statistiche

### Presenze e reti nei club
Statistiche aggiornate al 31 dicembre 2021.
| Stagione             | Club                 | Campionato           | Campionato | Campionato | Coppe nazionali | Coppe nazionali | Coppe nazionali | Coppe continentali | Coppe continentali | Coppe continentali | Supercoppe | Supercoppe | Supercoppe | Totale | Totale |
| Stagione             | Club                 | Comp                 | Pres       | Reti       | Comp            | Pres            | Reti            | Comp               | Pres               | Reti               | Comp       | Pres       | Reti       | Pres   | Reti   |
| -------------------- | -------------------- | -------------------- | ---------- | ---------- | --------------- | --------------- | --------------- | ------------------ | ------------------ | ------------------ | ---------- | ---------- | ---------- | ------ | ------ |
| 2007                 | Sogndal              | 1D                   | 28         | 1          | CN              | 0               | 0               | -                  | -                  | -                  | -          | -          | -          | 28     | 1      |
| 2008                 | Sogndal              | 1D                   | 17         | 1          | CN              | 1               | 0               | -                  | -                  | -                  | -          | -          | -          | 18     | 3      |
| 2009                 | Sogndal              | 1D                   | 2+1        | 0          | CN              | 0               | 0               | -                  | -                  | -                  | -          | -          | -          | 3      | 0      |
| 2010                 | Sogndal              | 1D                   | 22         | 6          | CN              | 5               | 1               | -                  | -                  | -                  | -          | -          | -          | 27     | 7      |
| 2011                 | Sogndal              | ES                   | 22         | 2          | CN              | 4               | 1               | -                  | -                  | -                  | -          | -          | -          | 26     | 3      |
| 2012                 | Molde                | ES                   | 18         | 1          | CN              | 3               | 1               | UCL+UEL            | 4+0                | 0                  | -          | -          | -          | 25     | 2      |
| 2013                 | Molde                | ES                   | 24         | 1          | CN              | 5               | 2               | UCL+UEL            | 3+2                | 0                  | -          | -          | -          | 34     | 3      |
| 2014                 | Molde                | ES                   | 9          | 1          | CN              | 1               | 0               | UEL                | -                  | -                  | -          | -          | -          | 10     | 1      |
| Totale Molde         | Totale Molde         | Totale Molde         | 51         | 3          |                 | 9               | 3               |                    | 9                  | 0                  |            |            |            | 69     | 6      |
| 2014-2015            | Norimberga           | 2L                   | 25         | 1          | CG              | 0               | 0               | -                  | -                  | -                  | -          | -          | -          | 25     | 1      |
| 2015-2016            | Norimberga           | 2L                   | 26+2       | 1+0        | CG              | 2               | 0               | -                  | -                  | -                  | -          | -          | -          | 30     | 1      |
| 2016-2017            | Norimberga           | 2L                   | 20         | 1          | CG              | 1               | 0               | -                  | -                  | -                  | -          | -          | -          | 21     | 1      |
| Totale Norimberga    | Totale Norimberga    | Totale Norimberga    | 71+2       | 3+0        |                 | 3               | 0               |                    | -                  | -                  |            |            |            | 76     | 3      |
| 2014-2015            | Norimberga II        | RL                   | 2          | 0          | -               | -               | -               | -                  | -                  | -                  | -          | -          | -          | 2      | 0      |
| 2016-2017            | Norimberga II        | RL                   | 1          | 0          | -               | -               | -               | -                  | -                  | -                  | -          | -          | -          | 1      | 0      |
| Totale Norimberga II | Totale Norimberga II | Totale Norimberga II | 3          | 0          |                 | -               | -               |                    | -                  | -                  |            |            |            | 3      | 0      |
| set.-dic. 2017       | Sogndal              | ES                   | 9+2        | 0          | CN              | -               | -               | -                  | -                  | -                  | -          | -          | -          | 11     | 0      |
| gen.-apr. 2018       | Sogndal              | 1D                   | 1          | 0          | CN              | 0               | 0               | -                  | -                  | -                  | -          | -          | -          | 1      | 0      |
| Totale Sogndal       | Totale Sogndal       | Totale Sogndal       | 101+3      | 10         |                 | 10              | 2               |                    | 0                  | 0                  |            |            |            | 114    | 14     |
| apr.-dic. 2018       | Rosenborg            | ES                   | 27         | 0          | CN              | 4               | 0               | UCL+UEL            | 4+6                | 0                  | SN         | 1          | 0          | 42     | 0      |
| 2019                 | Rosenborg            | ES                   | 28         | 5          | CN              | 3               | 1               | UCL+UEL            | 8+6                | 0                  | -          | -          | -          | 45     | 6      |
| 2020                 | Rosenborg            | ES                   | 18         | 2          | -               | -               | -               | UEL                | 2                  | 1                  | -          | -          | -          | 20     | 3      |
| 2021                 | Rosenborg            | ES                   | 29         | 2          | CN              | 3               | 1               | UECL               | 6                  | 0                  | -          | -          | -          | 38     | 3      |
| Totale Rosenborg     | Totale Rosenborg     | Totale Rosenborg     | 102        | 9          |                 | 10              | 2               |                    | 28                 | 1                  |            | 1          | 0          | 141    | 12     |
| 2022                 | Häcken               | A                    | 0          | 0          | CS              | 0               | 0               | -                  | -                  | -                  | -          | -          | -          | 0      | 0      |
| Totale carriera      | Totale carriera      | Totale carriera      | 328+5      | 25+0       |                 | 32              | 7               |                    | 37                 | 1                  |            | 1          | 0          | 400    | 33     |

### Cronologia presenze e reti in nazionale
| Cronologia completa delle presenze e delle reti in nazionale ― Norvegia | Cronologia completa delle presenze e delle reti in nazionale ― Norvegia | Cronologia completa delle presenze e delle reti in nazionale ― Norvegia | Cronologia completa delle presenze e delle reti in nazionale ― Norvegia | Cronologia completa delle presenze e delle reti in nazionale ― Norvegia | Cronologia completa delle presenze e delle reti in nazionale ― Norvegia | Cronologia completa delle presenze e delle reti in nazionale ― Norvegia | Cronologia completa delle presenze e delle reti in nazionale ― Norvegia |
| Data                                                                    | Città                                                                   | In casa                                                                 | Risultato                                                               | Ospiti                                                                  | Competizione                                                            | Reti                                                                    | Note                                                                    |
| ----------------------------------------------------------------------- | ----------------------------------------------------------------------- | ----------------------------------------------------------------------- | ----------------------------------------------------------------------- | ----------------------------------------------------------------------- | ----------------------------------------------------------------------- | ----------------------------------------------------------------------- | ----------------------------------------------------------------------- |
| 15-1-2012                                                               | Bangkok                                                                 | Danimarca                                                               | 1 – 1                                                                   | Norvegia                                                                | Amichevole                                                              | -                                                                       |                                                                         |
| 18-1-2012                                                               | Bangkok                                                                 | Thailandia                                                              | 0 – 1                                                                   | Norvegia                                                                | Amichevole                                                              | -                                                                       |                                                                         |
| 21-1-2012                                                               | Bangkok                                                                 | Corea del Sud                                                           | 3 – 0                                                                   | Norvegia                                                                | Amichevole                                                              | -                                                                       | 46’                                                                     |
| 18-1-2014                                                               | Abu Dhabi                                                               | Polonia                                                                 | 3 – 0                                                                   | Norvegia                                                                | Amichevole                                                              | -                                                                       | 46’                                                                     |
| 8-6-2015                                                                | Oslo                                                                    | Norvegia                                                                | 0 – 0                                                                   | Svezia                                                                  | Amichevole                                                              | -                                                                       | 46’                                                                     |
| 12-6-2015                                                               | Oslo                                                                    | Norvegia                                                                | 0 – 0                                                                   | Azerbaigian                                                             | Qual. Euro 2016                                                         | -                                                                       |                                                                         |
| 3-9-2015                                                                | Sofia                                                                   | Bulgaria                                                                | 0 – 1                                                                   | Norvegia                                                                | Qual. Euro 2016                                                         | -                                                                       |                                                                         |
| 6-9-2015                                                                | Oslo                                                                    | Norvegia                                                                | 2 – 0                                                                   | Croazia                                                                 | Qual. Euro 2016                                                         | -                                                                       |                                                                         |
| 10-10-2015                                                              | Oslo                                                                    | Norvegia                                                                | 2 – 0                                                                   | Malta                                                                   | Qual. Euro 2016                                                         | -                                                                       |                                                                         |
| 13-10-2015                                                              | Roma                                                                    | Italia                                                                  | 2 – 1                                                                   | Norvegia                                                                | Qual. Euro 2016                                                         | -                                                                       |                                                                         |
| 12-11-2015                                                              | Oslo                                                                    | Norvegia                                                                | 0 – 1                                                                   | Ungheria                                                                | Qual. Euro 2016                                                         | -                                                                       |                                                                         |
| 15-11-2015                                                              | Budapest                                                                | Ungheria                                                                | 2 – 1                                                                   | Norvegia                                                                | Qual. Euro 2016                                                         | -                                                                       |                                                                         |
| 24-3-2016                                                               | Tallinn                                                                 | Estonia                                                                 | 0 – 0                                                                   | Norvegia                                                                | Amichevole                                                              | -                                                                       |                                                                         |
| 29-3-2016                                                               | Oslo                                                                    | Norvegia                                                                | 2 – 0                                                                   | Finlandia                                                               | Amichevole                                                              | -                                                                       |                                                                         |
| 29-5-2016                                                               | Porto                                                                   | Portogallo                                                              | 3 – 0                                                                   | Norvegia                                                                | Amichevole                                                              | -                                                                       |                                                                         |
| 1-6-2016                                                                | Oslo                                                                    | Norvegia                                                                | 3 – 2                                                                   | Islanda                                                                 | Amichevole                                                              | -                                                                       |                                                                         |
| 5-6-2016                                                                | Bruxelles                                                               | Belgio                                                                  | 3 – 2                                                                   | Norvegia                                                                | Amichevole                                                              | -                                                                       |                                                                         |
| 31-8-2016                                                               | Oslo                                                                    | Norvegia                                                                | 0 – 1                                                                   | Bielorussia                                                             | Amichevole                                                              | -                                                                       |                                                                         |
| 4-9-2016                                                                | Oslo                                                                    | Norvegia                                                                | 0 – 3                                                                   | Germania                                                                | Qual. Mondiali 2018                                                     | -                                                                       |                                                                         |
| 8-10-2016                                                               | Baku                                                                    | Azerbaigian                                                             | 1 – 0                                                                   | Norvegia                                                                | Qual. Mondiali 2018                                                     | -                                                                       |                                                                         |
| 11-10-2016                                                              | Oslo                                                                    | Norvegia                                                                | 4 – 1                                                                   | San Marino                                                              | Qual. Mondiali 2018                                                     | -                                                                       |                                                                         |
| 11-11-2016                                                              | Praga                                                                   | Rep. Ceca                                                               | 2 – 1                                                                   | Norvegia                                                                | Amichevole                                                              | -                                                                       |                                                                         |
| 26-3-2017                                                               | Belfast                                                                 | Irlanda del Nord                                                        | 2 – 0                                                                   | Norvegia                                                                | Qual. Mondiali 2018                                                     | -                                                                       |                                                                         |
| 13-6-2017                                                               | Oslo                                                                    | Norvegia                                                                | 1 – 1                                                                   | Svezia                                                                  | Amichevole                                                              | -                                                                       |                                                                         |
| 13-10-2018                                                              | Oslo                                                                    | Norvegia                                                                | 1 – 0                                                                   | Slovenia                                                                | UEFA Nations League 2018-2019 - 1º turno                                | -                                                                       |                                                                         |
| 5-9-2019                                                                | Oslo                                                                    | Norvegia                                                                | 2 – 0                                                                   | Malta                                                                   | Qual. Euro 2020                                                         | -                                                                       |                                                                         |
| 12-10-2019                                                              | Oslo                                                                    | Norvegia                                                                | 1 – 1                                                                   | Spagna                                                                  | Qual. Euro 2020                                                         | -                                                                       | 30’                                                                     |
| 15-10-2019                                                              | Bucarest                                                                | Romania                                                                 | 1 – 1                                                                   | Norvegia                                                                | Qual. Euro 2020                                                         | -                                                                       |                                                                         |
| 7-9-2020                                                                | Belfast                                                                 | Irlanda del Nord                                                        | 1 – 5                                                                   | Norvegia                                                                | UEFA Nations League 2020-2021 - 1º turno                                | -                                                                       |                                                                         |
| Totale                                                                  |                                                                         | Presenze                                                                | 29                                                                      |                                                                         | Reti                                                                    | 0                                                                       |                                                                         |

## Palmarès

### Club

#### Competizioni nazionali
- 1. divisjon: 1

Sogndal: 2010
- Superfinalen: 1

Molde: 2012
- Campionato norvegese: 2

Molde: 2012
Rosenborg: 2018
- Coppa di Norvegia: 2

Molde: 2013
Rosenborg: 2018
- Supercoppa di Norvegia: 1

Rosenborg: 2018
- Campionato svedese: 1

Häcken: 2022
- Coppa di Svezia: 1

Häcken: 2022-2023

### Individuale
- Premio Kniksen per il miglior difensore: 1

2011